# Die letzte Patrouille (1934)
Die letzte Patrouille (im Original The Lost Patrol, Alternativtitel: Der vermißte Spähtrupp) ist ein US-amerikanischer Kriegsfilm des Regisseurs John Ford aus dem Jahr 1934. Das Drehbuch basiert auf dem Roman Der Tod in der Wüste. Die Geschichte einer Patrouille (Patrol) von Philip MacDonald. Die Hauptrollen sind mit Victor McLaglen, Boris Karloff und Wallace Ford besetzt.

## Handlung
Während des Ersten Weltkrieges führt eine kleine britische Einheit eine Patrouille in der mesopotamischen Wüste durch. Dabei wird der kommandierende Offizier von einem arabischen Scharfschützen erschossen. Das Kommando führt nun ein Sergeant, der aber von dem Missionsziel nicht informiert wurde. Er entscheidet, seine Truppe, bestehend aus elf Männern, wieder zurück zur Brigade zu bringen, obwohl er nicht weiß, wo diese sich befindet.
Die Truppe erreicht eine Oase. In der Nacht wird der wachhabende Soldat getötet, ein anderer verwundet und die Pferde gestohlen. Die Feinde sind nicht zu sehen, und ein Soldat nach dem anderen fällt den Attacken zum Opfer. In dieser verzweifelten Lage lässt der Sergeant das Los entscheiden, welche zwei Mann zu Fuß losmarschieren und Hilfe zur Oase bringen sollen. Die beiden Männer werden gefangen und zu Tode gefoltert. Ihre Leichen werden zur Oase zurückgebracht.
Der Pilot eines britischen Doppeldeckers entdeckt die Truppe. Er landet in der Nähe der Oase und wird, bevor er gewarnt werden kann, von den Arabern getötet. Der Soldat Sanders, ein religiöser Fanatiker, verliert den Verstand. Bis auf den Sergeant machen die Araber alle Soldaten nieder. Der Sergeant kann die Araber, die sich nun siegesgewiss zeigen, mit dem Maschinengewehr aus dem Flugzeug töten. Er hält aus, bis eine weitere britische Patrouille ankommt.

## Hintergrundnotizen
Gedreht wurde der Film zum größten Teil in der Wüste von Arizona. Er ist ein Remake des britischen Stummfilms The Lost Patrol (1929) von Walter Summers. In dem Stummfilm spielte Cyril McLaglen, der Bruder von Victor McLaglen, die Rolle des Sergeanten. Victor McLaglen, der 1936 mit einem Oscar ausgezeichnet wurde, diente im Ersten Weltkrieg, zu der Zeit, in der der Film spielt, bei den Irischen Füsilieren in Mesopotamien.
Am 16. Februar 1934 wurde der Film in den USA uraufgeführt. In der Bundesrepublik Deutschland war er am 1. November 1966 erstmals zu sehen. Im deutschen Fernsehen lief er auch unter den Titeln Die vermißte Patrouille und Der vermißte Spähtrupp.
In der Bundesrepublik Deutschland erschien 1954 ein weiterer Film mit dem Titel Die letzte Patrouille. Der Originaltitel dieses von Owen Crump inszenierten Kriegsfilms, der den Koreakrieg zum Thema hat, ist Cease Fire!.
Boris Karloff war zur Zeit des Drehs ein Kinostar, der als „Frankensteins Monster“ weltberühmt wurde. Eine im Abspann nicht genannte Kleinrolle übernahm Francis Ford, der Bruder des Regisseurs John Ford. John Ford, Oscargewinner 1936, 1941, 1942 und 1953, verzichtete bis auf McLaglen und Karloff auf weitere Stars, da der Film kein richtiges Happy End aufweisen kann. Drehbuchautor Dudley Nichols ist der erste Oscargewinner (1936), der seinen Oscar ablehnte. Der Komponist des Films, Max Steiner, konnte später dreimal den Oscar gewinnen (1936, 1943, 1945), Filmeditor Paul Weatherwax zweimal (1949, 1957), während der musikalische Aufnahmeleiter Murray Spivack 1970 für den besten Ton ausgezeichnet wurde.

## Kritik
„Effektvoll und mitreißend inszenierter Abenteuerfilm über ein recht konservatives Bild von Männerfreundschaft und Gruppenzwang in einer modellhaften Bewährungssituation.“

„Früher John-Ford-Film, der nur wenige Vorzüge, aber schon viele Schwächen seiner späteren Werke aufweist. Hauptsächlich für Freunde der Filmgeschichte von Interesse und Bedeutung.“

## Auszeichnungen
- 1935: Oscar-Nominierung in der Kategorie Beste Filmmusik – Max Steiner